# Оренбургская губерния
Оренбу́ргская губе́рния — историческая административно-территориальная единица Российской империи, РСФСР и СССР, существовавшая в 1796—1928. Губернский город в 1797—1802 и 1865—1928 — Оренбург, в 1802—1865 — Уфа.
Создана Указом императора Павла I в 1796 путём переименования Уфимского наместничества и упразднена в 1928 году.

## География

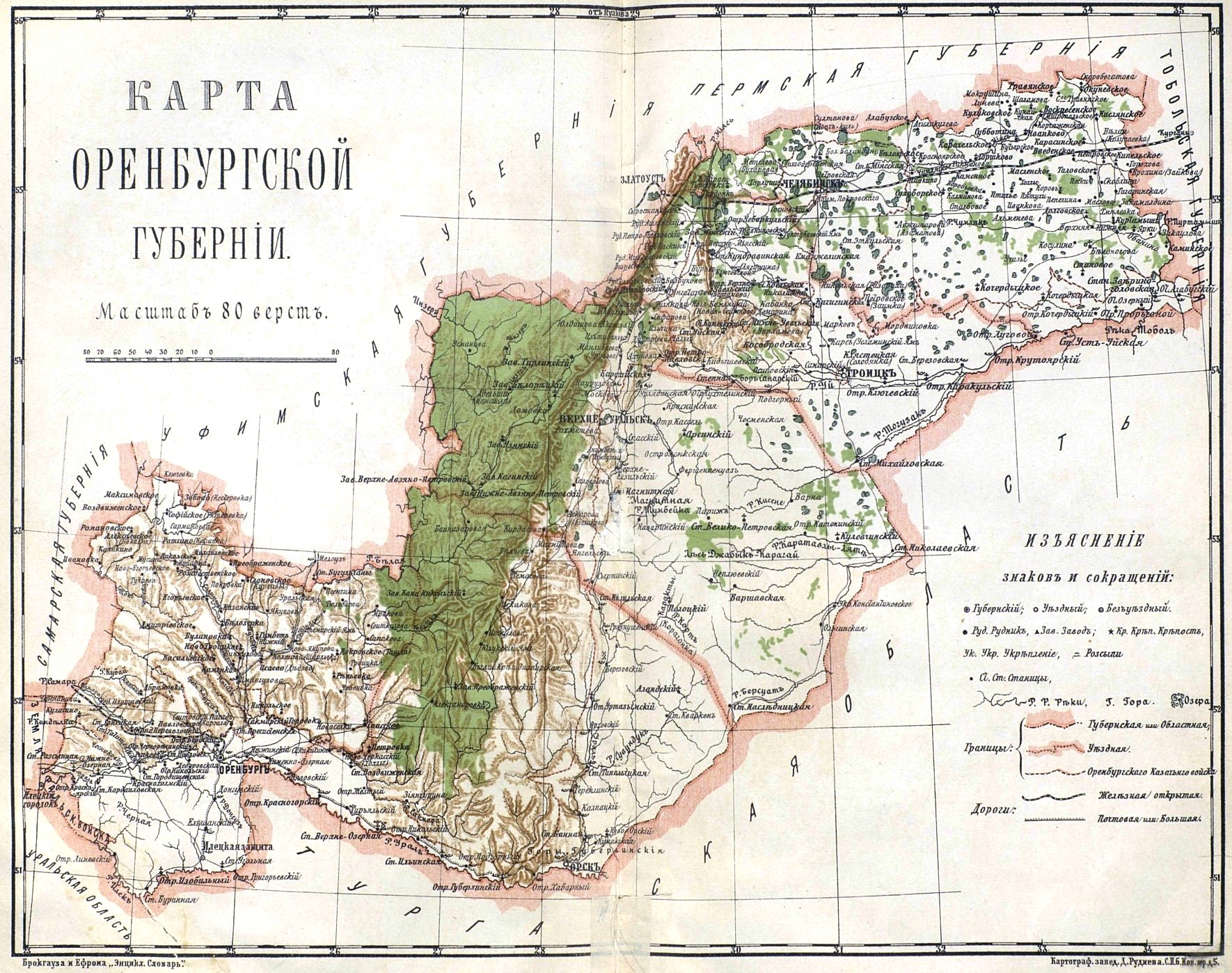
Оренбургская губерния (1890—1907)

Оренбургская губерния располагалась на Юго-Востоке Европейской части России и имела площадь 372 989 км² (в 1847 году), 189 717 км² (в 1905 году), 67 989 км² (в 1926 году).
Южный Урал пересекает губернию, при этом отдельные его вершины (Яман-тау) достигают 1640 м. Склоны гор покрыты лесами (до 2 тыс. км²). Восточная азиатская часть губернии и Юг носят степной характер. Почва в гористых местностях — каменистая, в степных — чернозем.

## История

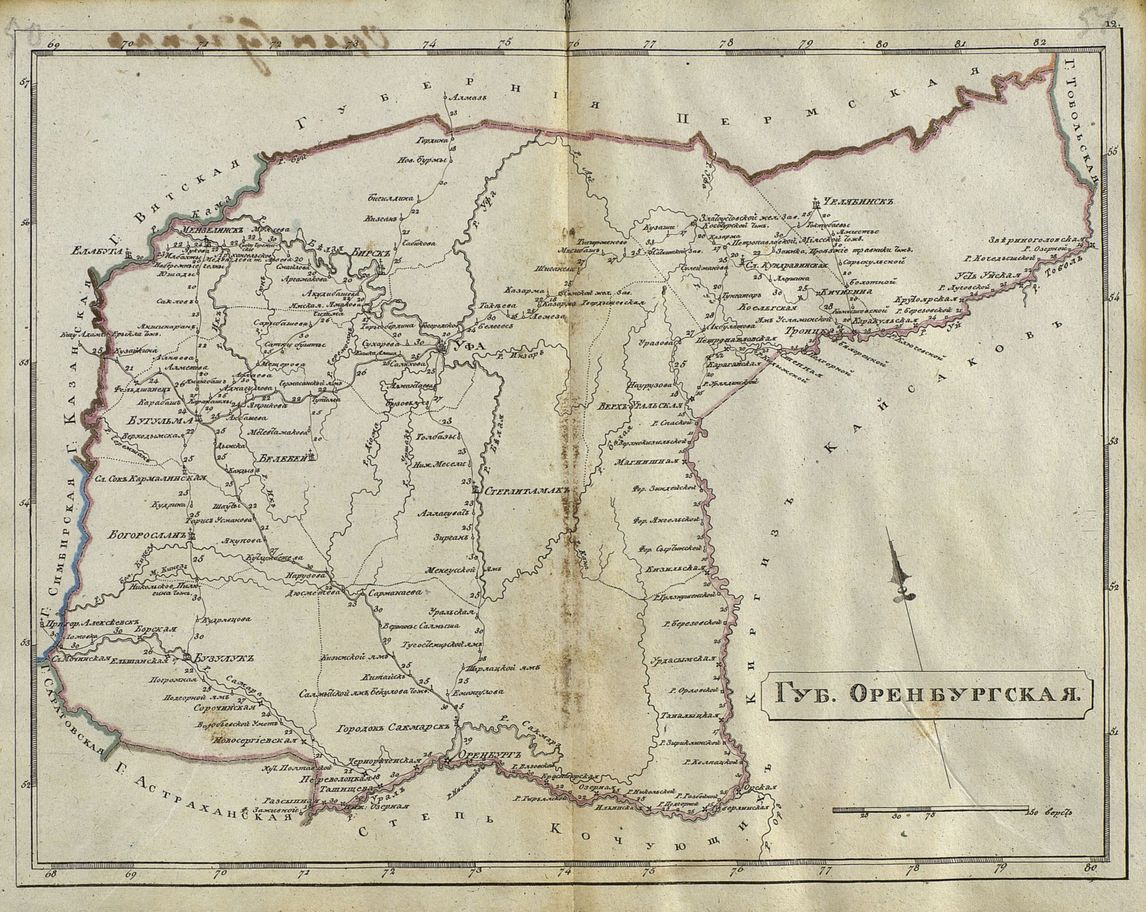
Оренбургская губерния 1808 года

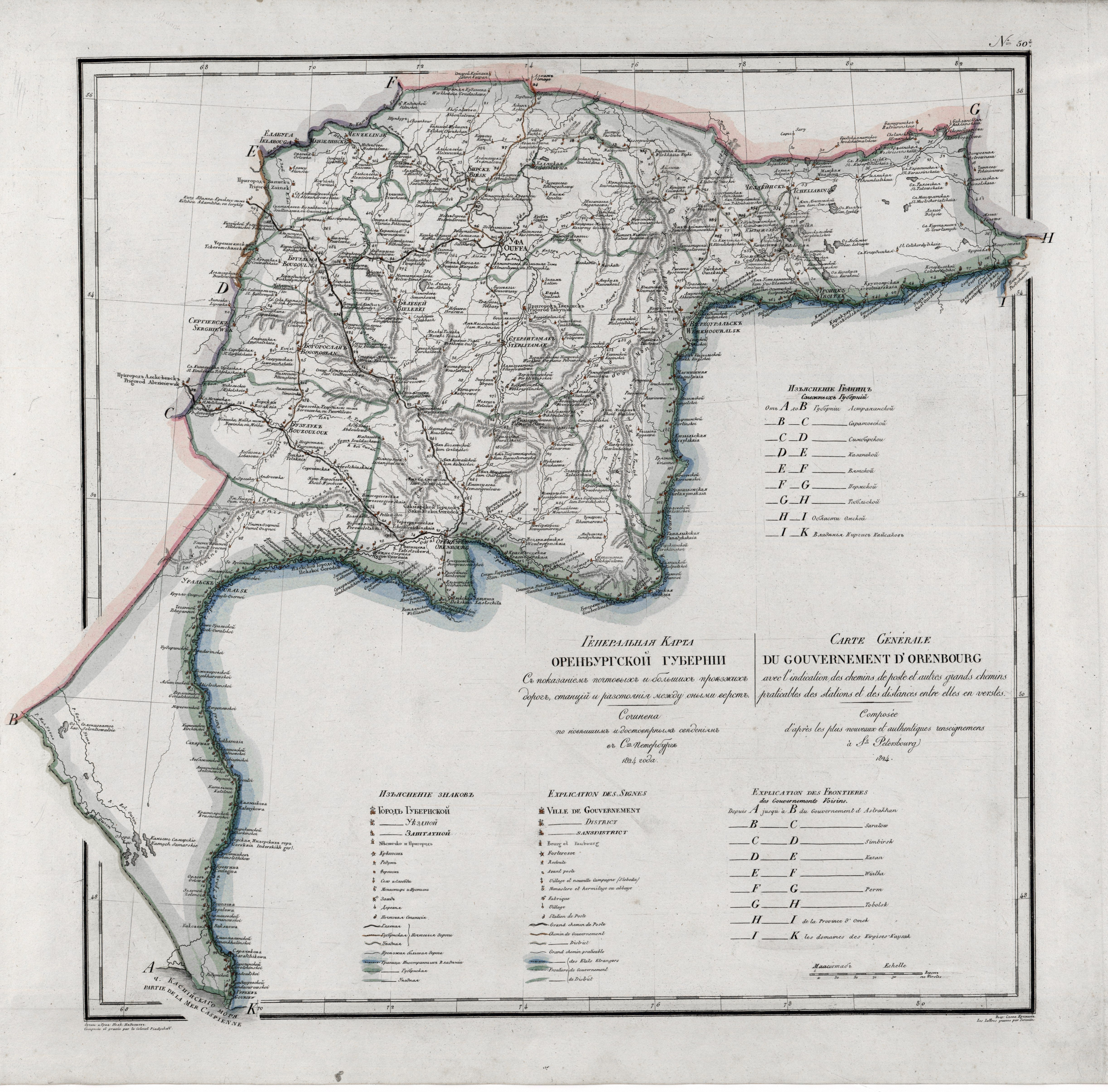
Карта Оренбургской губернии 1824 года

Первыми обитателями края были иранские (скифы, сарматы, саки, массагеты, сабиры) и, позднее, — финно-угорские племена (мадьяры); Страленберг и Гумбольдт признают башкир, древнейших обитателей края, за народ «финского племени», только с течением времени принявший «тип тюркский». В XIII веке Историческая Башкирия и земли, лежащие между Волгой и Уралом, были покорены монголами и зависели от ханств Казанского и Астраханского, а также Ногайской Орды.
Во второй половине XVII века Русское царство стало усиливать влияние на Урале и постепенно захватывать современную территорию области. Между Уралом и Волгой кочевали народы Большой Ногайской орды; из них ногайцы считались сильнее и богаче прочих, обладая всем нижним течением Яика (Урала). Большая часть Оренбургского уезда, весь Орский, Верхнеуральский, Троицкий уезды и часть Челябинского, а также Шадринский, Екатеринбургский, Красноуфимский уезды Пермской губернии и большая часть Уфимской губернии составляли страну, известную под именем Башкирия и заселенную башкирами.
За ними к юго-востоку кочевали в степях орды киргиз-кайсаков (казахов), в то время весьма сильных и обладавших городами Ташкентом, Самаркандом и др. Тюркские орды и ногайцы были ослаблены по причине неурядиц и усобиц, происходивших между ними, киргизы — за отдаленностью их от этих земель. Башкиры, изнуряемые внутренними родовыми раздорами, теснимые набегами киргиз-кайсаков, предпочли прямо признать вассалитет от Русского царства.
Из русских первыми колонистами на берегах Урала были люди, бежавшие от казней Грозного и вообще недовольные порядком вещей в России. Пётр I предвидел, что с утверждением власти России на юго-востоке должна развиться торговля со Средней Азией; нынешний Оренбургский край он считал за широкие ворота в Азию. Исполнение его планов началось, однако, лишь при Анне Иоанновне. Первыми устроителями края были И. К. Кирилов (1735—1737), В. Н. Татищев (1737—1739) и И. И. Неплюев (1742). Когда здесь была устроена линия крепостей, костяк русского населения губернии составили казаки.
15 марта 1744 года была учреждена Оренбургская губерния, в её состав включили Исетскую провинцию Сибирской губернии, Уфимскую провинцию и Оренбургскую комиссию. 16(27).4.1744 Оренбургской губернии подчинена Ставропольская крепость. В 1752 году к губернии присоединен от Астраханской губернии Гурьев-городок, в 1773 г. — от Казанской губернии город Самара.
На октябрь 1775 г. губерния состояла из следующих провинций:
- Оренбургская провинция
- Ставропольская провинция
- Исетская провинция
- Уфимская провинция

В конце 1781 года Оренбургская губерния была преобразована в Уфимское наместничество с прибавлением к нему Челябинского уезда Пермского наместничества. Это новое наместничество (с центром в Уфе) было разделено на 2 области — Уфимскую и Оренбургскую.
К Уфимской области приписано 8 уездов:
- Уфимский уезд
- Бирский уезд
- Мензелинский уезд
- Бугульминский уезд
- Бугурусланский уезд
- Белебеевский уезд
- Стерлитамакский уезд
- Челябинский уезд

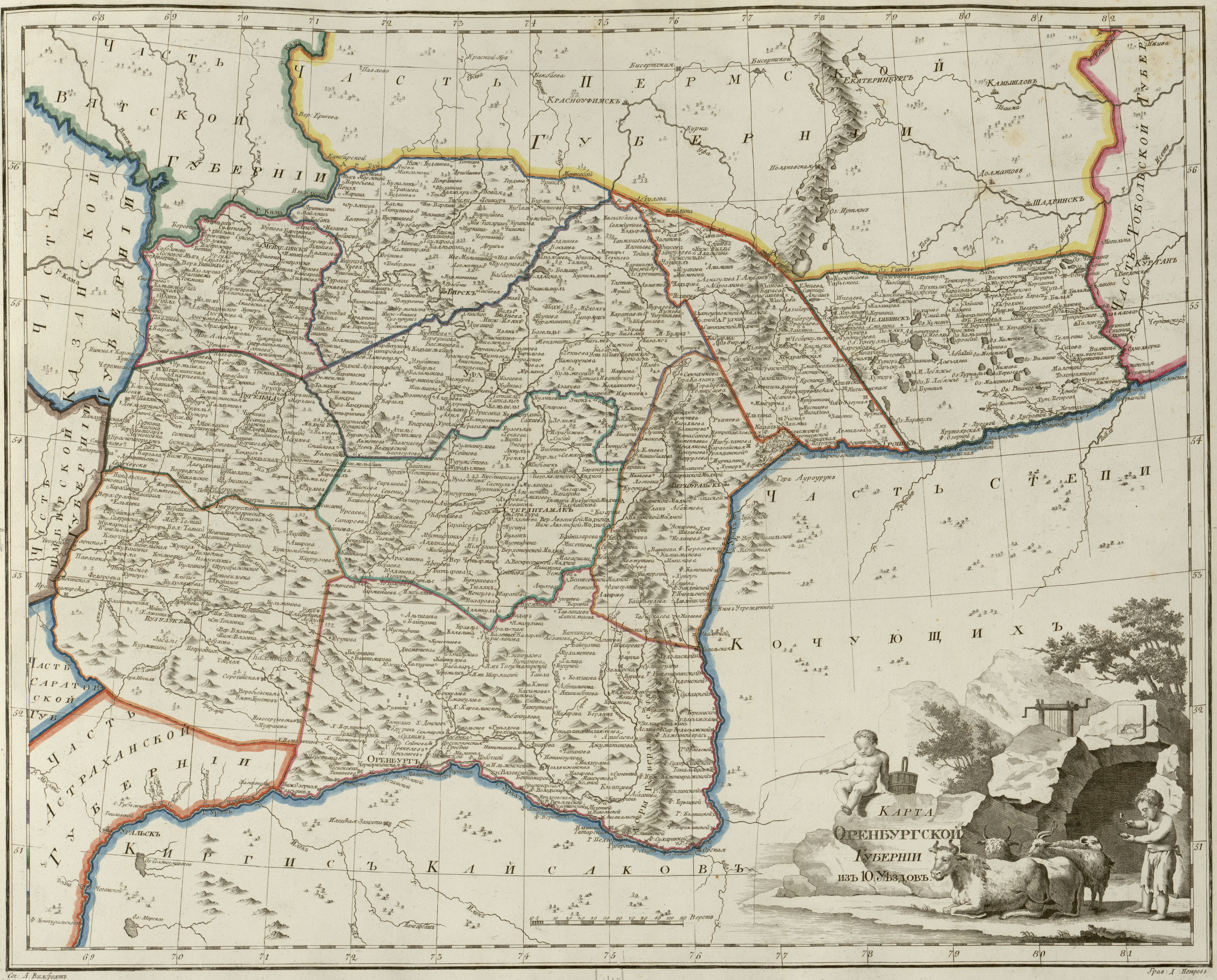
Уезды губернии

К Оренбургской области приписано 4 уезда:
- Оренбургский уезд
- Верхнеуральский уезд
- Бузулукский уезд
- Сергиевский уезд

При этом города Гурьев и Уральск отписаны к Астраханской губернии.
В 1796 году Уфимское наместничество переименовано в Оренбургскую губернию; 23 марта 1797 года административный центр был переведен из Уфы в Оренбург, где вновь образованы губернское правление, судебная палата, казённая палата и другие официальные учреждения власти. В 1802 году город Уфа вновь назначен губернским городом, вместо Оренбурга. В 1850 году при образовании Самарской губернии, отделены к последней от Оренбургской губернии уезды Бугульминский, Бугурусланский и Бузулукский.
В 1865 году Оренбургская губерния разделена на две: Уфимскую и Оренбургскую. При этом Оренбургское казачье войско, не подчинявшееся до тех пор общему губернскому управлению, включено в состав губернии, губернатор которой — вместе с тем и наказной атаман войска. В том же году башкиры, имевшие своё особое начальство, кантонное и юртовое, подчинены, наравне с крестьянами всех ведомств, общему губернскому управлению.
До 1868 году Оренбургское казачье войско разделялось на 12 полков и на военные округа; затем военные округа переименованы в отделы, а окружные начальники — в атаманы отделов. Атаманств 3: первое в Оренбурге и отчасти в Оренбургском уезде, второе в Орском и Верхнеуральском, третье в Троицком и Челябинском уездах.
Оренбургская губерния была в числе 17 регионов, признанных серьёзно пострадавшими во время голода 1891—1892 годов.
В 1913 году введено земство.
27 августа 1919 года из Оренбургской губернии в состав Челябинской губернии были переданы Троицкий и Челябинский уезды, Верхнеуральский уезд разделён между Башкирской Советской Республикой и Челябинской губернией.
В августе 1920 года Оренбургская губерния вошла в состав вновь образованной автономии в составе РСФСР — Киргизской АССР со столицей в Оренбурге. Почти сразу после вхождения в состав Киргизской АССР Оренбургская губерния была объединена с Тургайской губернией в Оренбургско-Тургайскую губернию, но через год постановлением ВЦИК от 8.12.1921 вновь выделена в самостоятельную губернию, из двух уездов Оренбургского и Орского. В июне 1922 года был создан Исаево-Дедовский уезд (в 1923 году переименован в Каширинский уезд).

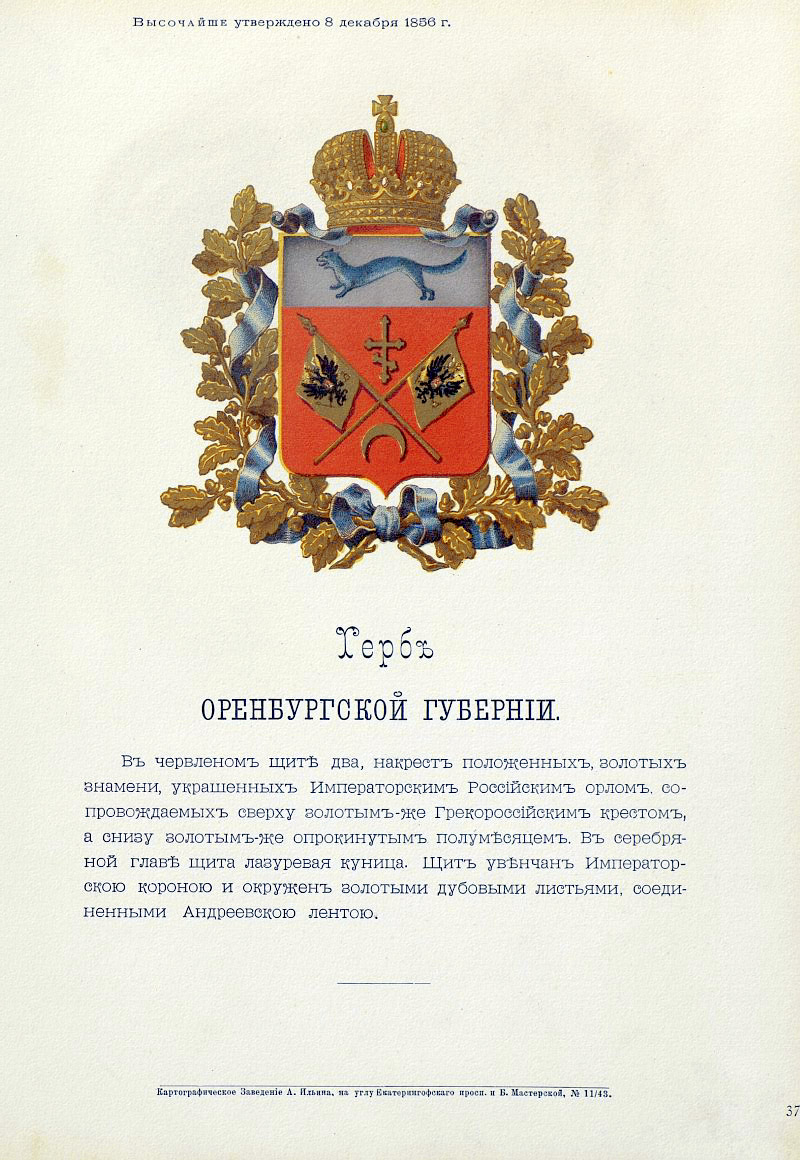
Герб губернии, утверждённый Александром II

В июне 1925 года при переименовании автономии в Казакскую АССР её столицу перенесли в Кзыл-Орду, а в июле 1925 года Оренбургская губерния была выведена из состава автономии и подчинена непосредственно РСФСР. В 1927 году в губернии были созданы районы.
14 мая 1928 года Оренбургская губерния была упразднена, её территория включена в состав Средне-Волжской области.

### Герб
Фактически гербом Оренбургской губернии I половины XIX века является герб города Оренбурга 1782 года, в 1839 году появились варианты гербов уездных городов с изображением вместо уфимской куницы герба Оренбурга.
Герб Оренбургской губернии утвержден императором Александром II 12 октября 1867 года. Это был первый губернский герб, утверждённый по новым правилам 1857 года, регламентирующим структуру гербов административных единиц разного статуса. Описание этого герба:
В червленом щите два накрест положенных Золотых Знамени украшенных Императорским Российским орлом, сопровождаемых сверху Золотым же грекороссийским крестом, а снизу золотым же опрокинутым полумесяцом. В серебряной главе щита лазуревая куница. Щит увенчан императорскую короную и окружен Золотыми дубовыми листьями, соединенными Андреевскою лентою.

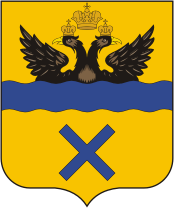
Герб Оренбурга 1782 года
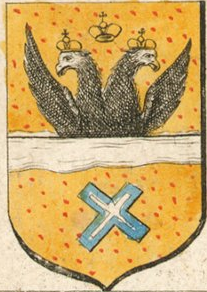
Герб губернии (рисунок 1800—1833)
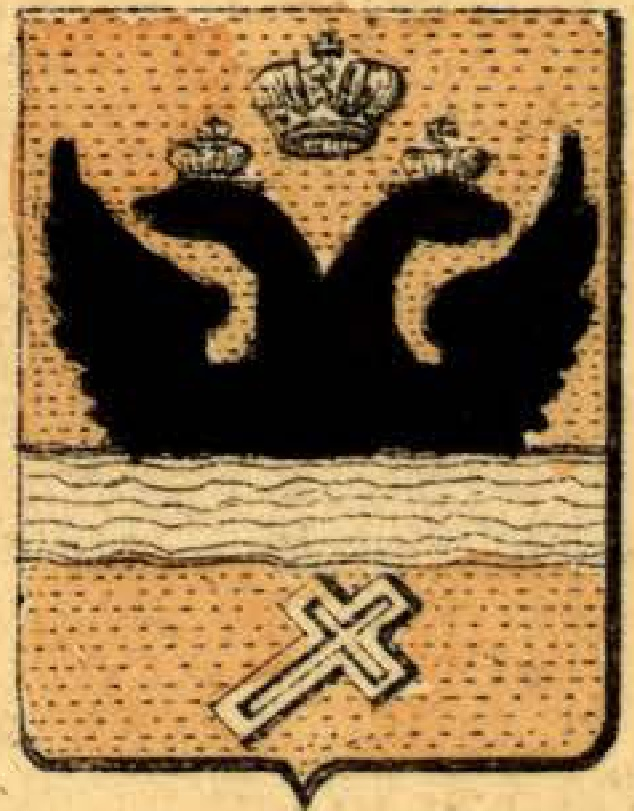
Герб губернии (рисунок 1856)
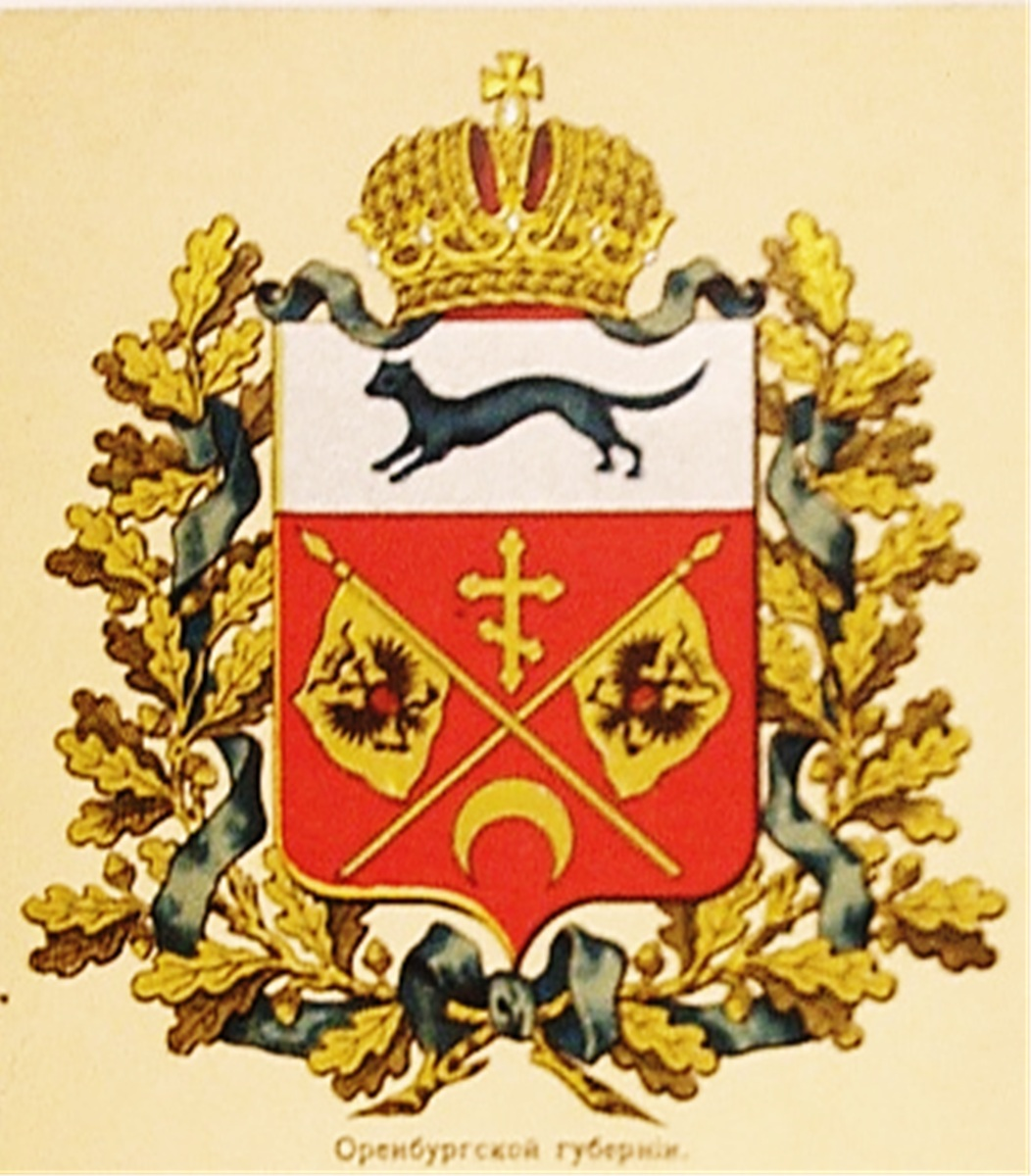
Герб губернии (изд. В. П. Сукачова, между 5 июля 1878 и 1881.)
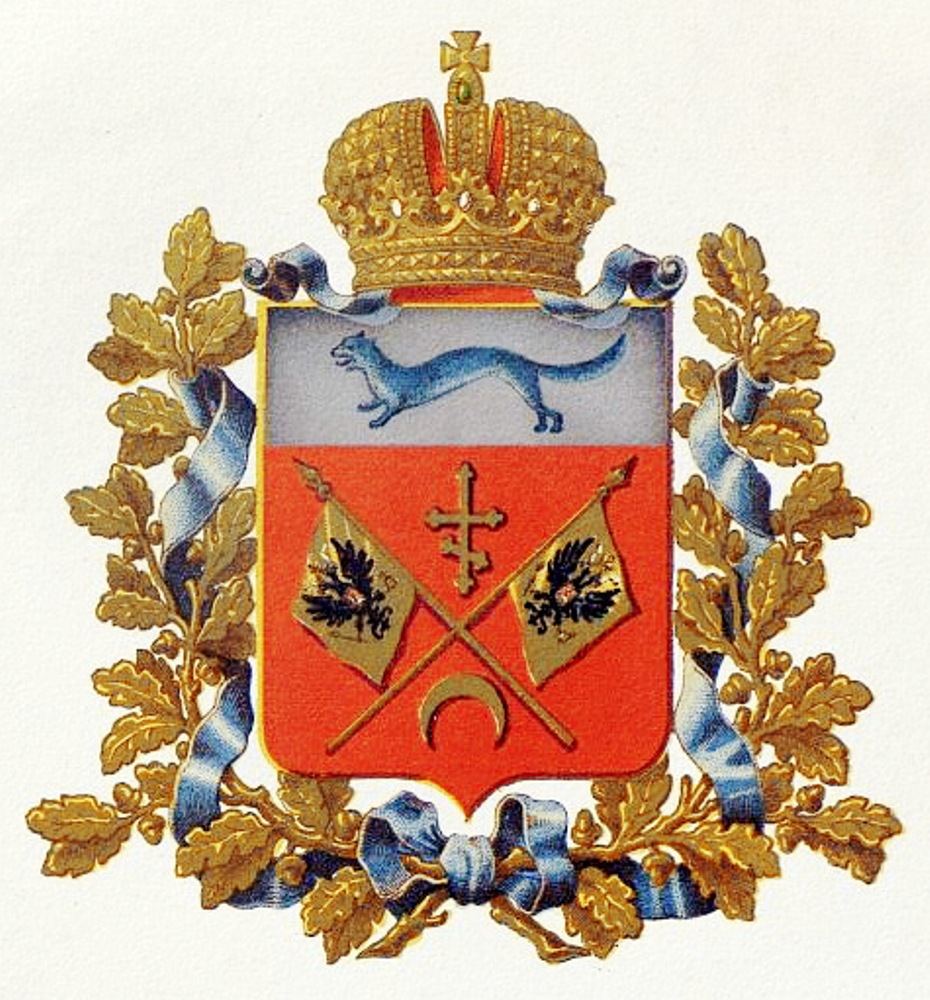
Герб губернии (изд. МВД, 1878)
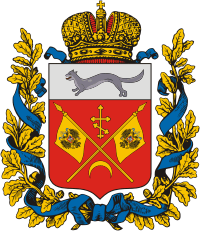
Современная прорисовка герба 1867 г.

Куница, элемент герба Уфы, появилась на гербе губернии не случайно. Дело в том, что с 5 марта 1802 года губернское управление Оренбургской губернии было переведено в Уфу (для удобства транспортного сообщения), в Оренбурге же оставался военный губернатор.

## Административное деление

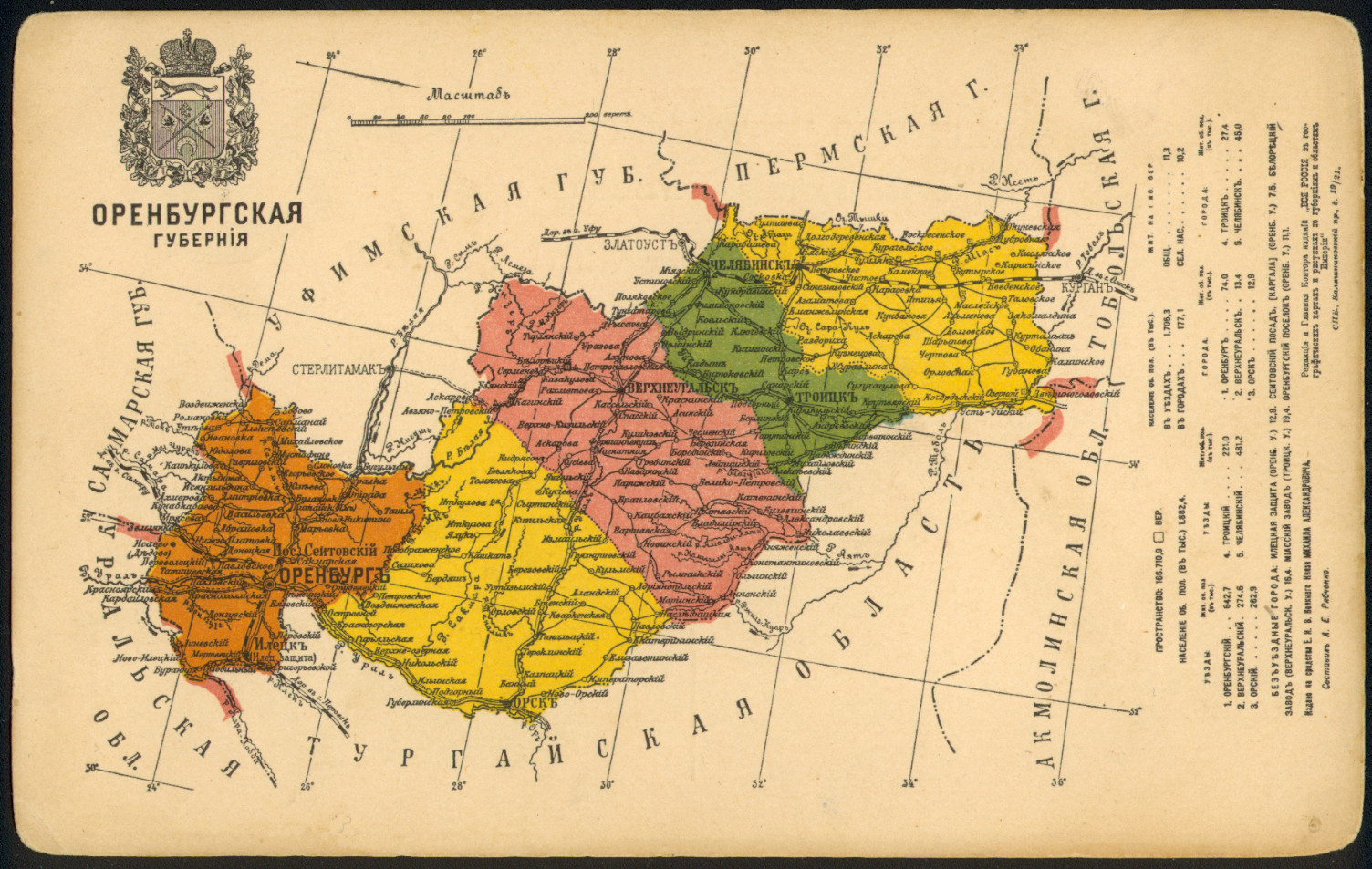
Карта административного деления Оренбургской губернии в 1865—1919 гг.

С 1865 по 1919 год в состав Оренбургской губернии входило 5 уездов:
| № | Уезд            | Уездный город               | Герб уездного города | Площадь, вёрст² | Население (1897), чел. |
| - | --------------- | --------------------------- | -------------------- | --------------- | ---------------------- |
| 1 | Верхнеуральский | Верхнеуральск (11 095 чел.) |                      | 43 768,5        | 223 245                |
| 2 | Оренбургский    | Оренбург (72 425 чел.)      |                      | 32 691,1        | 555 653                |
| 3 | Орский          | Орск (14 016 чел.)          |                      | 40 806,5        | 206 944                |
| 4 | Троицкий        | Троицк (23 299 чел.)        |                      | 20 551,1        | 201 231                |
| 5 | Челябинский     | Челябинск (19 998 чел.)     |                      | 28 893,7        | 413 072                |

Заштатный город
| № | Город          | Население   | Входит в          | Герб |
| - | -------------- | ----------- | ----------------- | ---- |
| 1 | Илецкая Защита | 11 768 чел. | Оренбургский уезд |      |

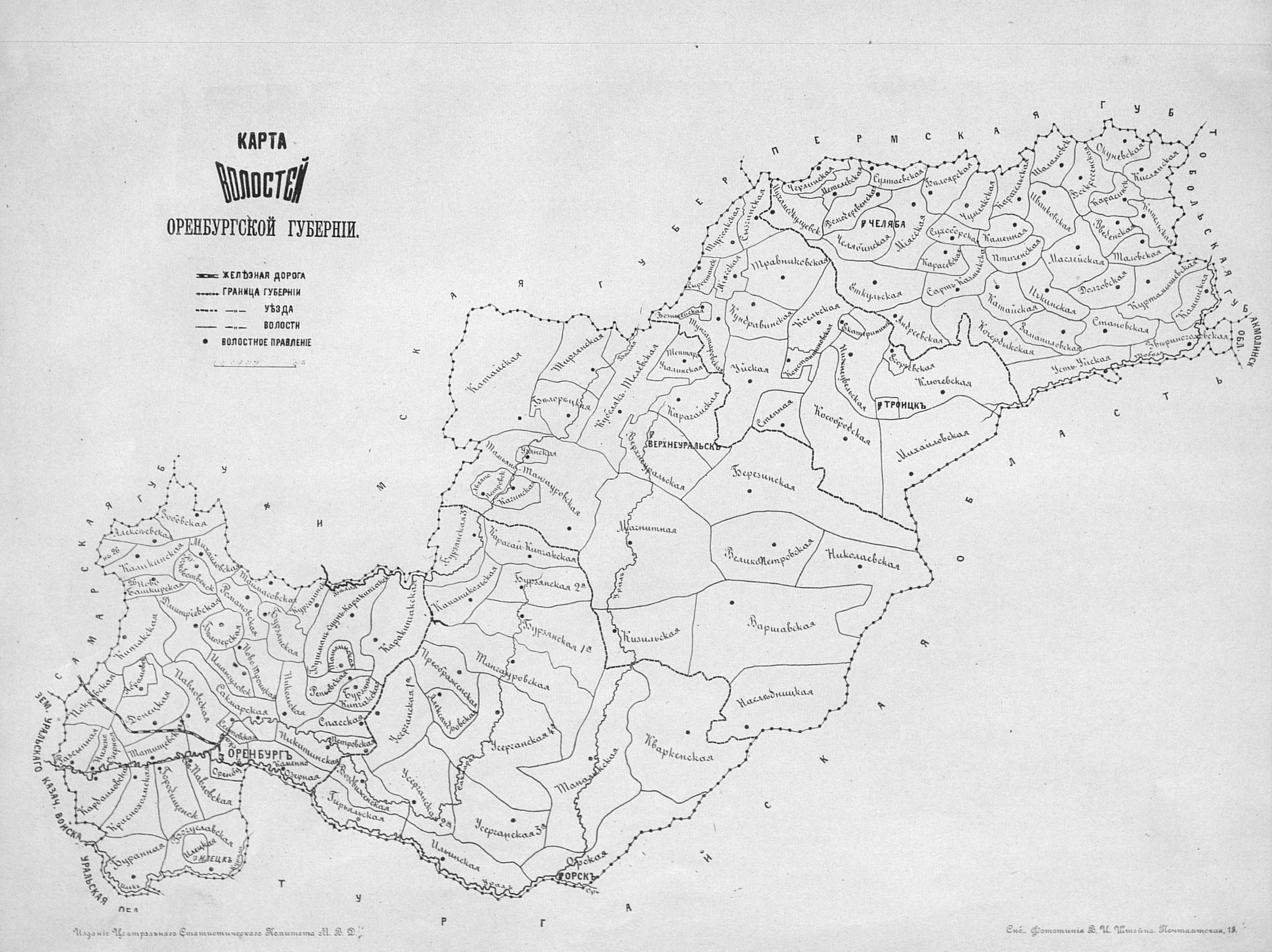
Волости Оренбургской губернии

По состоянию на 15 мая 1923 года губерния состояла из восьми районов, которые делились на 42 волости: Илецкий, Исаево-Дедовский, Краснохолмский, Оренбургский, Орский, Петровский, Покровский, Шарлык-Михайловский районы.
По состоянию на 1 июля 1924 года губерния состояла из трёх уездов, которые делились на 36 волостей: Оренбургский, Орский, Каширинский уезды.
30 мая 1927 года введено районное деление с 16 районами.

## Руководство губернии

### Военные губернаторы
| Ф. И. О.                       | Титул, чин                          | Время замещения должности         |
| ------------------------------ | ----------------------------------- | --------------------------------- |
| Игельстром Осип Андреевич      | барон, генерал от инфантерии        | 1784—1792 и 1795—1798             |
| Бахметев Николай Николаевич    | генерал-майор                       | 1798—1803                         |
| Волконский Григорий Семёнович  | князь, генерал от кавалерии         | 1803—1817                         |
| Эссен Пётр Кириллович          | генерал от инфантерии               | 19.01.1817—07.02.1830             |
| Головин Евгений Александрович  | генерал-адъютант, генерал-лейтенант | 07.02.1830—21.04.1830             |
| Сухтелен Павел Петрович        | генерал-адъютант, генерал-лейтенант | 21.04.1830—15.04.1833             |
| Перовский Василий Алексеевич   | генерал-адъютант, генерал-майор     | 15.04.1833—07.05.1842 и 1851—1857 |
| Обручев Владимир Афанасьевич   | генерал-лейтенант                   | 10.05.1842—20.03.1851             |
| Катенин Александр Андреевич    | генерал-адъютант                    | 1857—1860                         |
| Безак Александр Павлович       | генерал-адъютант                    | 1860—1864                         |
| Крыжановский Николай Андреевич | генерал-адъютант                    | 1864—1881                         |

### Губернаторы
| Ф. И. О.                           | Титул, чин, звание                                                                | Время замещения должности |
| ---------------------------------- | --------------------------------------------------------------------------------- | ------------------------- |
| Неплюев Иван Иванович              | тайный советник                                                                   | 1744—1758                 |
| Давыдов Афанасий Романович         | действительный статский советник                                                  | 1758—1762                 |
| Волков Дмитрий Васильевич          | действительный статский советник                                                  | 1763—1764                 |
| Путятин Авраам Артамонович         | князь, генерал-поручик                                                            | 1764—1768                 |
| Рейнсдорп Иван Андреевич           | генерал-поручик                                                                   | 1768—1781                 |
| В составе Уфимского наместничества |                                                                                   | 1781—1796                 |
| Баратаев Иван Михайлович           | тайный советник                                                                   | 1797—28.09.1799           |
| Курис Иван Онуфриевич              | действительный статский советник                                                  | 1799—27.06.1800           |
| Глазенап Карл Иванович             | действительный статский советник (тайный советник)                                | 27.06.1800—1802           |
| Враский Алексей Александрович      | действительный статский советник                                                  | 1802—1806                 |
| Фризель Иван Григорьевич           | тайный советник                                                                   | 1806— 03.04.1809          |
| Веригин Михаил Федотович           | действительный статский советник                                                  | 03.04.1809—7.09.1811      |
| Наврозов Матвей Андреевич          | действительный статский советник                                                  | 21.09.1811—1822           |
| Нелидов Григорий Васильевич        | действительный статский советник                                                  | 1822—1827                 |
| Дебу Иосиф Львович                 | действительный статский советник                                                  | 07.06.1827—02.12.1832     |
| Жуковский Николай Васильевич       | действительный статский советник                                                  | 02.12.1832—13.04.1835     |
| Гевлич Авксентий Павлович          | действительный статский советник                                                  | 13.04.1835—29.05.1840     |
| Вакансия                           |                                                                                   | 1840—29.05.1841           |
| Талызин Иван Дмитриевич            | действительный статский советник                                                  | 29.05.1841—14.05.1844     |
| Вакансия                           |                                                                                   | 14.05.1844—30.03.1846     |
| Балкашин Николай Васильевич        | статский советник (действительный статский советник)                              | 30.03.1846—07.12.1851     |
| Ханыков Яков Владимирович          | статский советник (действительный статский советник)                              | 07.12.1851—03.03.1856     |
| Потулов Ипполит Михайлович         | действительный статский советник, и. д.                                           | 03.03.1856—14.02.1858     |
| Барановский Егор Иванович          | действительный статский советник, и. д. (утверждён 06.02.1859)                    | 14.02.1858—23.06.1861     |
| Аксаков Григорий Сергеевич         | статский советник, и. д. (утверждён 17.04.1862), действительный статский советник | 23.06.1861—11.06.1865     |
| Боборыкин Константин Николаевич    | полковник, и. д. (утверждён с произведением в генерал-майоры)                     | 11.06.1865—11.03.1875     |
| Зенгбуш Егор Иванович              | генерал-майор                                                                     | 11.03.1875—03.01.1878     |
| Астафьев Михаил Иванович           | генерал-майор (генерал-лейтенант)                                                 | 16.02.1878—01.07.1884     |
| Маслаковец Николай Алексеевич      | генерал-майор                                                                     | 12.08.1884—21.01.1892     |
| Ершов Владимир Иванович            | генерал-майор                                                                     | 21.01.1892—04.08.1899     |
| Барабаш Яков Фёдорович             | генерал-лейтенант                                                                 | 03.10.1899—02.1906        |
| Таубе Фёдор Фёдорович              | генерал-майор, и. д.                                                              | 02.1906—14.11.1906        |
| Ожаровский Владимир Фёдорович      | генерал-лейтенант                                                                 | 14.11.1906—04.09.1911     |
| Сухомлинов Николай Александрович   | генерал-лейтенант                                                                 | 04.09.1911—1915           |
| Тюлин Михаил Степанович            | генерал-лейтенант                                                                 | 1915—1917                 |

### Губернские предводители дворянства
| Ф. И. О.                        | Титул, чин, звание                                   | Время замещения должности |
| ------------------------------- | ---------------------------------------------------- | ------------------------- |
| Булгаков Николай Михайлович     | статский советник                                    | 1797—1803                 |
| Моисеев Алексей Фёдорович       | надворный советник                                   | 1803—1806                 |
| Мертваго Степан Борисович       | коллежский советник                                  | 1806—1808                 |
| Осоргин Савва Фёдорович         | коллежский асессор                                   | 1808—1812                 |
| Пекарский Пётр Николаевич       | майор                                                | 1812—1823                 |
| Мертваго Степан Борисович       | коллежский советник                                  | 1823—1825                 |
| Мордвинов Александр Дмитриевич  | поручик                                              | 1825—1828                 |
| Пальчиков Гермоген Евграфович   | подполковник                                         | 1828—1830                 |
| Пальчиков Сергей Александрович  | поручик                                              | 1830—1833                 |
| Тимашев Егор Николаевич         | полковник (генерал-майор)                            | 03.02.1833—17.12.1844     |
| Дурасов Николай Николаевич      | в звании камергера, действительный статский советник | 27.01.1845—02.08.1862     |
| Стобеус Виктор Яковлевич        | штабс-ротмистр                                       | 02.08.1862—05.05.1865     |
| Шотт Ипполит Данилович          | действительный статский советник                     | 05.05.1865—16.02.1884     |
| Чернов Иван Васильевич          | отставной генерал-майор                              | 16.02.1884—18.02.1893     |
| Шотт Лев Ипполитович            | титулярный советник (статский советник)              | 18.02.1893—03.05.1902     |
| Тимашев Александр Александрович | отставной гвардии полковник, шталмейстер             | 03.05.1902—01.01.1905     |
| Шотт Лев Ипполитович            | действительный статский советник                     | 26.02.1905—1917           |

### Вице-губернаторы
| Ф. И. О.                          | Титул, чин, звание | Время замещения должности |
| --------------------------------- | --- | ------------------------- |
| Кривошеий Фёдор Захарович         | действительный статский советник                                                                                          | 13.12.1800—1804           |
| Романовский Николай Степанович    | статский советник | 1804—1811                 |
| Фёдоров Илья Фёдорович            | статский советник | 1811—1818                 |
| Всеволодский Дмитрий Аркадьевич   | коллежский советник | 1818—19.07.1819           |
| Сушков Михаил Никитович           | статский советник, камер-юнкер                                                                                            | 19.07.1819—1821           |
| Кирьяков Николай Дмитриевич       | надворный советник | 1821—1828                 |
| Безобразов Порфирий Васильевич    | коллежский советник | 31.03.1828—1834           |
| Лавров                            | чиновник V класса | 20.04.1834—10.07.1836     |
| Случевский Капитон Афанасьевич    | коллежский советник | 10.07.1836—01.01.1838     |
| Григорьев Константин Никифорович  | коллежский советник | 05.09.1838—21.09.1841     |
| Македонский Алексей Андреевич     | действительный статский советник                                                                                          | 21.09.1841—28.04.1852     |
| Аксаков Григорий Сергеевич        | коллежский советник | 28.04.1852—18.06.1853     |
| Барановский Егор Иванович         | статский советник | 18.06.1853—05.04.1857     |
| Кудрявцев Евгений Александрович   | коллежский советник (статский советник)                                                                                   | 18.10.1857—06.09.1862     |
| Каразин Филадельф Васильевич      | статский советник (действительный статский советник)                                                                      | 16.11.1862—22.03.1863     |
| Беляев Василий Петрович           | статский советник (действительный статский советник)                                                                      | 22.03.1863—11.06.1865     |
| Жуков Василий Разумникович        | надворный советник, и. д. (утверждён с произведением в статские советники 21.06.1868), (действительный статский советник) | 11.06.1865—11.07.1880     |
| Лукошков Василий Викторович       | действительный статский советник                                                                                          | 15.09.1880—11.04.1885     |
| Ломачевский Асинкрит Асинкритович | полковник (генерал-майор)                                                                                                 | 15.04.1885—20.04.1895     |
| Соколовский Иван Николаевич       | полковник | 27.04.1895—09.12.1901     |
| Кауфман Алексей Михайлович        | полковник | 31.01.1902—1904           |
| Эверсман Михаил Михайлович        | надворный советник | 24.04.1904—02.11.1910     |
| Сумароков Аркадий Владимирович    | коллежский советник | 02.11.1910—28.05.1912     |
| Тизенгаузен Дмитрий Орестович     | барон, коллежский советник (статский советник)                                                                            | 28.05.1912—1914           |
| Пушкин Лев Анатольевич            | действительный статский советник                                                                                          | 1914—1917                 |

## Население
Жителей — 1836 тысяч; Плотность населения — 10 жителей на 1 км²; в 6 городах 174 тыс. жителей.
Итоги переписи по родному языку в 1897 году:
| Уезд             | русский | башкирский | татарский | украинский | мордовский | мещеряцкий и тептярский | чувашский | казахский |
| ---------------- | ------- | ---------- | --------- | ---------- | ---------- | ----------------------- | --------- | --------- |
| Губерния в целом | 70,4 %  | 15,9 %     | 5,8 %     | 2,6 %      | 2,4 %      | 1,4 %                   | …         | …         |
| Верхнеуральский  | 65,5 %  | 19,7 %     | 5,4 %     | …          | 1,3 %      | …                       | …         | …         |
| Оренбургский     | 68,4 %  | 10,2 %     | 8,6 %     | 5,4 %      | 4,7 %      | 7,1 %                   | …         | …         |
| Орский           | 40,1 %  | 42,8 %     | 6,8 %     | 4,3 %      | 3,7 %      | …                       | 1,0 %     | …         |
| Троицкий         | 82,2 %  | 7,4 %      | 7,4 %     | …          | …          | …                       | …         | 1,1 %     |
| Челябинский      | 85,1 %  | 12,3 %     | …         | …          | …          | …                       | …         | …         |

### Дворянские роды
Воробьёвы, Жуковские, Кириловы, Кульневы, Юматовы, Фёдоровы.

## Климат
Климат континентальный: сухой и суровый, несмотря на летнюю жару. Средняя температура для Оренбурга (51° 45´ с. ш.) 1-3,6.

## Полезные ископаемые
Минеральные богатства значительны; В 1903 добыто: золота 278 пл., медные руды — 7 млн тонн, марганца — 1 млн тонн, железа (в чугуне, железе и стали) — 118 млн тонн, каменной соли 36 млн тонн. Реки: Урал с Сакмарой, Белая (система Волги), Тобол, приток Иртыша, и их притоки. Озёр до 1500 в восточной степной части губернии, из них до 100 горько-соленых, остальные богаты рыбой.

## Сельское хозяйство
72 % всех земель принадлежат казакам и крестьянам (в том числе и башкирам), 14 % — частным владельцам, 4 % — казне и уделу и 10 % — заводам, компаниям и др. Земледелие: пашни занимают 30 % всей площади губернии, леса 20 %, производят: яровая пшеница, овес, рожь, ячмень и др. Скотоводство обширно, особенно среди башкир; 1906 скота было: лошадей 1019 тысяч, крупного рогатого скота 1095 тысяч, овец 1459 тысяч, свиней 143 тысяч и верблюдов до одной тысячи.

## Промышленность
Кустарные промыслы: преимущественно обработка продуктов скотоводства (шерстяные ткани, платки из козьего пуха и другое). Фабрик и заводов (исключая горные заводы) 189 с производством на 14 млн руб., из них в Оренбурге на 6 млн руб.; более значительные производства: крупчатное (на 6 млн руб.), скотобойное и салотопенное (1700 тыс. руб.), кожевенное (900 тыс. р.), шерстомойное (526 тыс. руб.) и другие.

## Торговля
Сбыт хлеба и предметов скотоводства, обширная меновая торговля с Средней Азией (оборот до 10 млн руб.); меновые дворы в городах Оренбурге, Троицке и Орске. Железная дорога пересекает Оренбургскую губернию на 495 вёрст (на С. Сибирская).

## Образование
Учебных заведений (1905) 1690 (из них 12 средних) с 97212 учащихся; грамотных 20 %.

## Источник
- Адрес-календарь и памятная книжка Оренбургской губернии на 1912 год. Оренбург, 1912
- Списки населенных мест Оренбургской губернии 1871, 1901, JPG. Архивировано из оригинала 21 мая 2013 года.